# Rallus caerulescens
El rascón cafre (Rallus caerulescens) es una especie de ave en la familia Rallidae.

## Descripción
Los adultos miden unos 29 cm de largo, y sus partes superiores son principalmente marrones y las inferiores gris-azulado, con franjas negras y blancas en los laterales y parte inferior posterior. Esta es la única especie de Rallus con espalda mono color. Su cuerpo es esbelto lo que le permite desplazarse con facilidad entre los juncos. Su pico e largo y fino de color rojo pálido. Las patas son rojas.

## Distribución y hábitat
Sus zonas de reproducción son los  pantanos y juncales en la zona este y sureste de África desde Etiopía hasta Sudáfrica. Muchas aves son residentes permanentes, pero algunas realizan desplazamientos estacionales respondiendo a la disponibilidad de terrenos húmedos.